# 壱岐市立渡良小学校
壱岐市立渡良小学校（いきしりつわたらしょうがっこう, Iki City Watara Elementary School）は長崎県壱岐市郷ノ浦町渡良東触にある公立小学校。略称は「渡良小」（わたらしょう）。

## 概要
歴史
1874年（明治7年）に開校した「第五大学区第四中学区渡良小学校」を前身とする。2009年（平成21年）に創立135周年を迎えた。
校名の由来
「渡良」（わたら）という校名は、学校の所在地である渡良地区に由来する。以前渡良村という村があった。この渡良という地名は、その昔「綿」が良く取れていたことから、「渡」という漢字をあて、「綿良」が「渡良」になったと言われている。
校章
校名の由来にもなっている「綿」の花と海のしぶきを組み合わせ図案化したもの。中央に「小」の文字を置いている。1972年（昭和42年）に地元の美術家、種田和男によってデザインされた。
校歌
歌詞は3番まであり、2番と3番は「渡良校」で終わる。
通学区域
- 郷ノ浦町渡良地区（三島地区（大島・長島・原島）を除く）
- 卒業後は、壱岐市立郷ノ浦中学校[1]へ進学する。

## 沿革
- 1874年（明治7年）11月16日 - 「第五大学区第四中学区渡良小学校」が開校。校舎には太平寺を利用。
- 1875年（明治8年）- 渡良沖の大島に大島分校が開校。
- 1881年（明治14年）- 渡良南触字前坂に新校舎を建設し、移転。
- 1883年（明治16年）- 「公立中等渡良小学校」と改称。
- 1886年（明治19年）9月 - 小学校令の改正に伴い、「石田郡尋常渡良小学校」と改称。
- 1887年（明治20年）- 大島分校が簡易大島小学校と改称。
- 1892年（明治25年）10月1日 - 「石田郡渡良尋常小学校」と改称。簡易大島小学校が再び大島分校となる。
- 1893年（明治26年）- 渡良沖の原島に原島分教場を設置。
- 1896年（明治29年）4月1日 - 石田郡が壱岐郡に統合され、「壱岐郡渡良尋常小学校」に改称。
- 1903年（明治36年）2月24日 - 渡良東触字無田原（現在地）に新校舎を建築し、移転。大島分校が分離・独立し、大島尋常小学校となる。
- 1904年（明治37年）- 原島分教場を廃止。
- 1906年（明治39年）- 原島分教場を再設置。
- 1908年（明治41年）4月1日 - 高等科を設置し、「壱岐郡渡良村立渡良尋常高等小学校」と改称。
- 1911年（明治44年）4月3日 - 校舎を増築。
- 1916年（大正5年）- 原島分教場が原島分校となる。
- 1917年（大正6年）- 大島尋常小学校が大島分教場となる。
- 1918年（大正7年）- 渡良沖の長島に長島分校を設置。
- 1925年（大正14年）4月 - 校舎を増築（裁縫室を含む5教室並びに便所渡り廊下新築）、運動場を整備。
- 1933年（昭和8年）3月30日 - 新校舎1棟5教室が完成。児童数が最大の664名を記録する。
- 1940年（昭和15年）6月 - 運動場を拡張。
- 1941年（昭和16年）4月1日 - 国民学校令により、「渡良国民学校」と改称。
- 1947年（昭和22年）4月1日 - 学制改革に伴い、「渡良村立渡良小学校」と改称。渡良村立渡良中学校を併設。
- 1952年（昭和27年）3月22日 - 渡良村立渡良中学校校舎が、小学校隣接地に完成。併設を解消。
- 1954年（昭和29年）11月16日 - 創立80周年記念祝賀会を挙行。
- 1955年（昭和30年）2月11日 - 町村合併により、「郷ノ浦町立渡良小学校」と改称。
- 1964年（昭和39年）- 大島分校が分離・独立し、郷ノ浦町立三島小学校（大島本校）となる。また、原島分校と長島分校を三島小学校へ移管。
- 1965年（昭和40年）8月21日 - 校舎を全面的に大改築。校地拡張。
- 1968年（昭和43年）5月1日 - 観察用池並びに噴水が完成。
- 1970年（昭和45年）3月1日 - 国旗掲揚塔が完成。
- 1971年（昭和46年）
  - 2月10日 - 講堂（へき地集会室）が完成。
  - 3月20日 - 「健康」の記念碑が完成。
- 1973年（昭和48年）11月16日 - 創立100周年記念式典を挙行。
  - 記念事業として校旗新調、教育功労者表彰記念ブロンズ像建設、記念造園植樹、生活文化資料保存、学校沿革史編集、小鳥小屋・観察地・岩石園建設等を実施。
- 1976年（昭和51年）6月24日 - プールを建設。
- 1981年（昭和56年）11月6日 - 運動場かさあげ工事を実施。
- 1983年（昭和58年）8月29日 - 講堂を体育館に改修。
- 1989年（平成元年）11月20日 - 屋内消火栓を設置。
- 1991年（平成3年）10月18日 - 造形砂場、体力づくり施設を設置。
- 1992年（平成4年）12月22日 - 水洗便所を新設。
- 1993年（平成5年）3月4日 - 駐車場、倉庫を新設。
- 1994年（平成6年）
  - 3月31日 - 飼育舎を新設。
  - 8月24日 - 高架タンクを設置。
- 1996年（平成6年）11月16日 - 創立120周年学芸発表会を実施。
- 1997年（平成9年）4月1日 - 渡良小・中学校専用駐車場を新設。
- 1999年（平成11年）
  - 11月20日 - 屋上鉄塔を撤去。
  - 12月1日 - 普通教室を改修し、パソコン室新設。
- 2000年（平成12年）9月8日 - パソコンのインターネット接続。ジャングルジムを設置。
- 2001年（平成13年）10月2日 - のぼり棒を設置。
- 2002年（平成14年）11月12日 - ふるさとふれ合い学習で諫早市立真津山小学校と交流を行う。
- 2003年（平成15年）9月9日 - ふるさとふれ合い学習で諫早市立本野小学校と交流を行う。
- 2004年（平成16年）3月1日 - 町合併により、「壱岐市立渡良小学校」（現在名）と改称。

- 2005年（平成17年）
  - 1月18日 - 校旗を新調。
  - 9月1日 - 校内LANを設置。

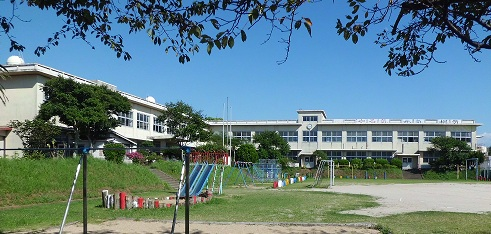
旧・壱岐市立渡良小学校校舎
（2015年（平成27年）3月末まで）

- 2015年（平成27年）4月 - 改修した旧壱岐市立渡良中学校校舎（隣接地）に移転を完了。

## アクセス
- 最寄りのバス停
  - 壱岐交通
    - 「渡良校」バス停下車後すぐ。
      - 郷ノ浦港からは、郷ノ浦「本町」バス停で下車後、反対側のバス停から「渡良」行きのバスに乗車。
      - 芦辺漁港方面からは「郷ノ浦行き（直行）」のバスに乗車し「本町」で下車後、「渡良」行きのバスに乗車。
      - 印通寺港方面からは「郷ノ浦行き」のバスに乗車し「本町」で下車後、「渡良」行きのバスに乗車。
      - 壱岐空港方面からは「郷ノ浦行き」のバスに乗車し「本町」で下車後、「渡良」行きのバスに乗車。

- 最寄りの国道・県道
  - 長崎県道175号渡良浦初瀬線
    - 郷ノ浦港方面からは、長崎県道25号郷ノ浦港線、長崎県道175号渡良浦初瀬線を北上。
    - 芦辺漁港方面からは、長崎県道23号勝本石田線を南下し、田河校前交差点で右折し県道173号郷ノ浦芦辺線を南下。八畑交差点を直進で過ぎた後の信号で、バイパス（郷ノ浦中学校）方向へ右折、本町交差点で右折。
    - 印通寺港・壱岐空港方面からは国道382号線を通り、西へ進む。八畑交差点を直進で過ぎた後の信号で、バイパス（郷ノ浦中学校）方向へ右折、本町交差点で右折。

## 周辺
- 渡良郵便局
- 壱岐市立渡良保育所
- 旧壱岐市立渡良中学校
- 旧壱岐市農業協同組合渡良支所